# Farbzentrum
Farbzentren sind Gitterfehler, die sichtbares Licht absorbieren.

## Typen

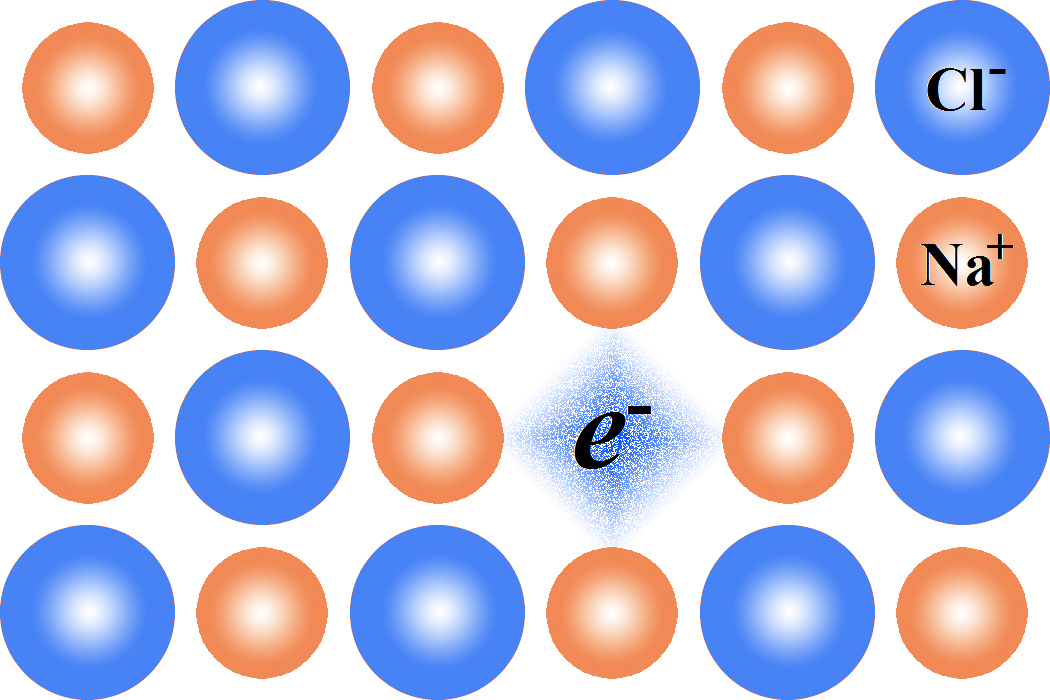
F-Zentrum in einem Natriumchlorid-Kristall

Die einfachsten Farbzentren sind F-Zentren. Sie bestehen aus Leerstellen in Ionenkristallen, an welchen Anionen fehlen. Die Ladung dieser fehlenden Anionen wird ausgeglichen, indem die Leerstelle mit einem oder mehreren Elektronen besetzt ist.
Die Elektronen eines Farbzentrums können elektromagnetische Strahlung im Wellenlängenbereich des sichtbaren Lichts selektiv absorbieren (Subtraktion von Licht bestimmter Frequenzen). Das Licht, das den Kristall wieder verlässt, ist daher farbig (Details siehe unten). Physikalisch präziser formuliert: Das Absorptionsspektrum eines solchen Kristalls besitzt eine scharfe Linie (F-Bande), deren Position von der Größe und Form der Anionenleerstelle abhängt, die dem Elektron zur Verfügung steht, aber nicht davon, woher das Elektron stammt. Am besten untersucht sind die F-Zentren in Ionenkristallen vom Natriumchlorid-Strukturtyp. Dort hat die F-Bande eine Wellenlänge von 465 nm und der Kristall eine tiefgelbe Farbe.
Es gibt noch weitere Typen von Farbzentren, wie M-, R-, N-Zentren und zugehörige Banden, bei denen mehrere Farbzentren nebeneinander liegen.

## Beschreibung
Ein Farbzentrum ähnelt quantenmechanisch dem Teilchen im Kasten, einem der einfachsten Modellsysteme der Quantenmechanik. Einen Beweis, dass die Elektronen wirklich in den Leerstellen eingesperrt sind und nicht mit anderen Farbzentren wechselwirken, liefert das ESR-Spektrum. Jedes ungepaarte Elektron besitzt einen ungepaarten Spin und somit ein paramagnetisches Moment.
Ionische Verbindungen, in denen die Anionen systematisch durch Elektronen ersetzt sind, werden als „Elektrid“ bezeichnet. Hier spricht man nicht mehr von Farbzentren, sondern von solvatisierten Elektronen.
Bei Alkalihalogenid-Kristallen ohne Farbzentren (z. B. fehlerarm kristallisiertes Kochsalz) ist die Bandlücke, d. h. eine vom Material vorgegebene energetische Distanz für mögliche Elektronen-Sprünge, so groß, dass sie vom Elektron durch Nutzung sichtbaren Lichts nicht überwunden werden kann. Die Energiebeträge der Quanten des Lichts reichen für einen Sprung über die „Bandlücke“ hinweg in diesem Fall einfach nicht aus. Es kommt also zu keiner selektiven Lichtabsorption. Die Kristalle sind entsprechend farblos-klar.
Sind dagegen Gitter-Defekte in Form von Farbzentren vorhanden, so können Elektronen an diesen Punkten im Kristallgitter durch Licht ins Leitungsband gehoben werden (Sprung des Elektrons über die Bandlücke hinweg). Hierdurch wird ein Teil des eingestrahlten weißen Lichts verbraucht. Dieser Anteil (Licht definierter Frequenzen) fehlt dem Licht, das den Kristall wieder verlässt. Es ist somit nicht mehr neutral-farblos, sondern wird als farbig wahrgenommen (Subtraktionsfarbe). Der Kristall wird in diesem Sinne durch seine Farbzentren „verfärbt“.

## Erzeugung
Farbzentren können entstehen, wenn man einen Salzkristall im Dampf des entsprechenden Metalls erhitzt, also z. B. Natriumchlorid im Dampf von Natrium. Dabei werden im Kristall positive Natriumionen durch neutrale Natriumatome ersetzt. Die dabei frei werdenden Elektronen besetzen dann Chlorid-Leerstellen und bilden Farbzentren.
Die Chlorid-Leerstellen müssen nicht schon zu Beginn des Experiments vorhanden sein, sondern können auch erst während des Erhitzens entstehen. Die Leerstellen entstehen dann erst an der Oberfläche und diffundieren langsam ins Innere des Kristalls, was an der Verfärbung gut zu sehen ist.
Eine andere Möglichkeit, Farbzentren zu erzeugen, ist die Bestrahlung mit Röntgenstrahlen. So hat Natriumchlorid nach einem längeren Experiment der Röntgenbeugung eine grün-gelbliche Farbe, wahrscheinlich durch Entladung einiger Chloridionen.
Farbzentren spielten eine bedeutende Rolle bei der Entwicklung der Halbleiterphysik in der Schule von Robert Wichard Pohl in Göttingen in den 1920er Jahren.

## Nutzung
Farbzentrenlaser sind über einen weiten Bereich durchstimmbar.

## Natürliches Vorkommen
Farbzentren in Kristallen sind nicht nur künstlich herstellbar. Sie kommen auch häufig in natürlichen Kristallen vor. Man findet sie nicht nur in Salzkristallen (Ionengitter), sondern auch in Kristallen, bei denen die chemischen Bindungen einen stark kovalenten Charakter besitzen. Das trifft für sehr viele Minerale zu. Ein bekanntes Beispiel ist der Quarz (SiO2). Die Farben vieler Varietäten von Quarz (Amethyst, Rauchquarz, Citrin …) beruhen auf der Existenz unterschiedlicher Farbzentren in den jeweiligen Quarz-Kristallgittern. Die Farbzentren sind hier an Stellen im Gitter gekoppelt, an denen Silicium-Atome bereits von Natur aus durch Eisen, Aluminium oder andere Atome ersetzt sind. Diese Fremdelemente im Quarz wirken auf dessen Farbe nicht als Pigmente. Sie beeinflussen vielmehr die punktuelle energetische Situation für den Sprung von Elektronen innerhalb des Gitters. Derartige natürliche Farbzentren haben eine sehr spezielle, nicht einfache Struktur. Ihre Komplexität wird oft auch dadurch mitbedingt, dass der betreffende Kristall in seiner geologischen Vergangenheit natürlicher radioaktiver Strahlung ausgesetzt war. In vielen Fällen liegen daher Farbzentren vor, die durch das Zusammenwirken der genannten Faktoren deutlich komplexer aufgebaut sind als der oben beschriebene einfache Fall eines Farbzentrums in hochsymmetrischer ionarer Umgebung (siehe Abbildung).
Bei natürlichen Kristallen, die zu Schmuckzwecken verwendet werden sollen, lassen sich Farbzentren und damit erwünschte Schmucksteinfarben durch eine künstliche Nachbehandlung im Labor gezielt erzeugen, verändern oder auch zerstören. Im einfachsten Fall genügt bereits ein schlichtes Erhitzen des Kristalls (Beispiel: „gebrannter Amethyst“).